# 亜音速機

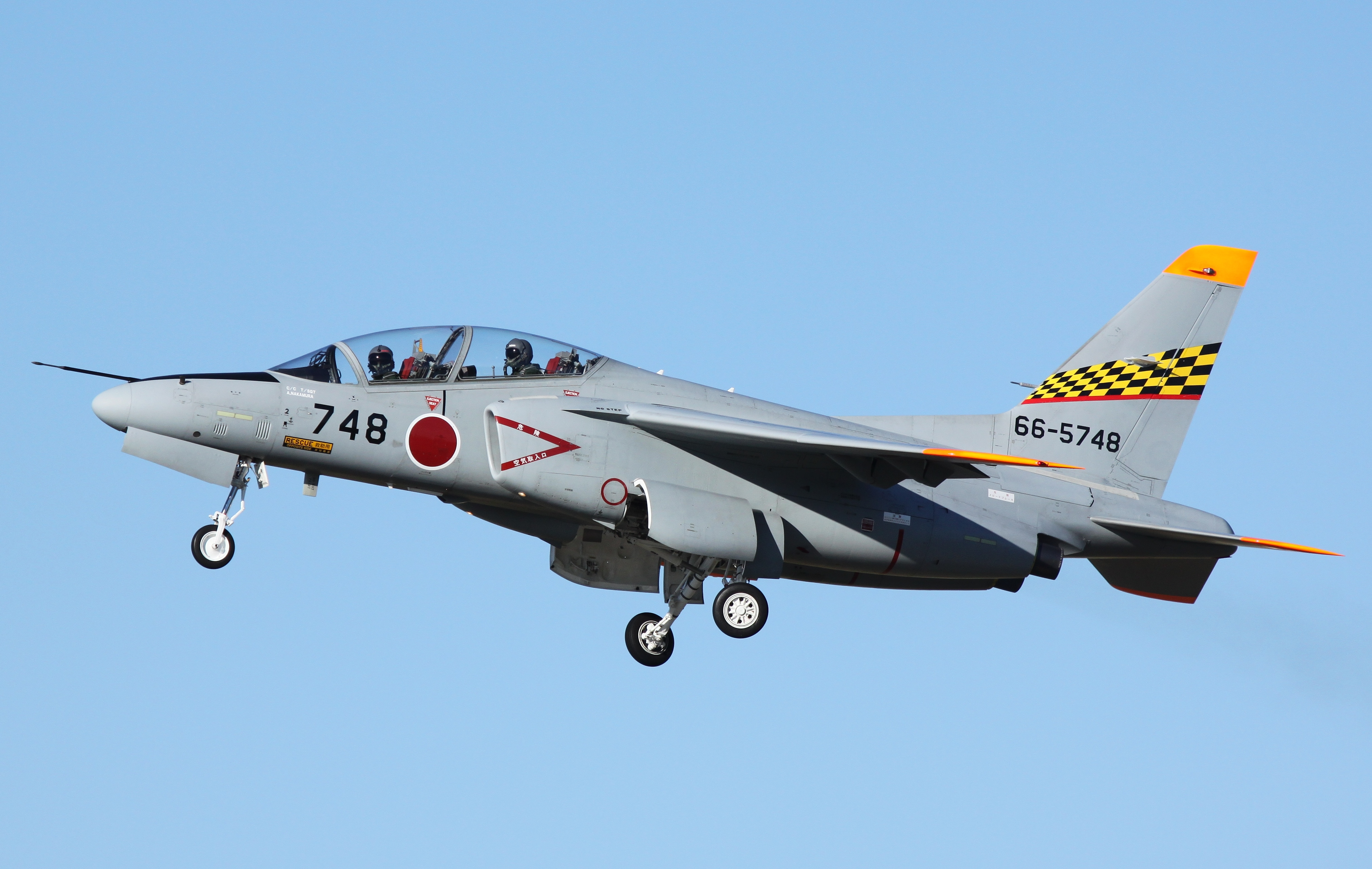
亜音速ジェット練習機のT-4

亜音速機（あおんそくき、英語: Subsonic_aircraft ）は、最高速度が音速(マッハ1)未満の航空機を指す。この用語は、技術的には、臨界マッハ数(通常はマッハ0.8前後)未満で飛行する航空機を表す。旅客機、ヘリコプター、有人ドローン、パーソナルエアビークルなど、現在の民間航空機はすべて亜音速機であり、多くの軍用機も亜音速機である。

## 特徴
通常、航空機は高速飛行が望ましいが、超音速飛行には亜音速飛行よりもはるかに大きな高出力エンジン、高い燃料消費量、高価な材料、空気力学的機体形状および設計が必要になる。そのため、亜音速機は、同等の超音速設計よりもはるかに低コストで、航続距離も長く、環境への影響も少ない。
亜音速機の圧縮効果は無視でき、空気密度はほぼ一定のままである。それほど過酷ではない亜音速環境は、気球、飛行船、回転翼機など広い範囲の航空機タイプを可能にし、幅広い役割を果たすことができる。

### 亜音速空気力学
亜音速飛行では、空気力学的に非圧縮性の流れが特徴であり、空気中の運動による動圧な圧力変化により、周囲の空気の静圧と密度は一定のまま、動的圧力の高い領域から低い領域へ空気が流れる。亜音速の高速域では、圧縮性効果が現れ始める。

### 推進力
プロペラは、非常に燃料効率の高い推進システムの1つであり、亜音速機や飛行船で一般的で、ダクテッドファンの形で囲まれている場合もある。亜音速以上の速度や、多くの旅客機が到達するような高高度では、ターボジェットエンジンやターボファンエンジンが必要になる。ターボジェットやラムジェットエンジンなどの純粋なジェットは、亜音速では効率が悪く、あまり使用されていない。

## 亜音速機の種類

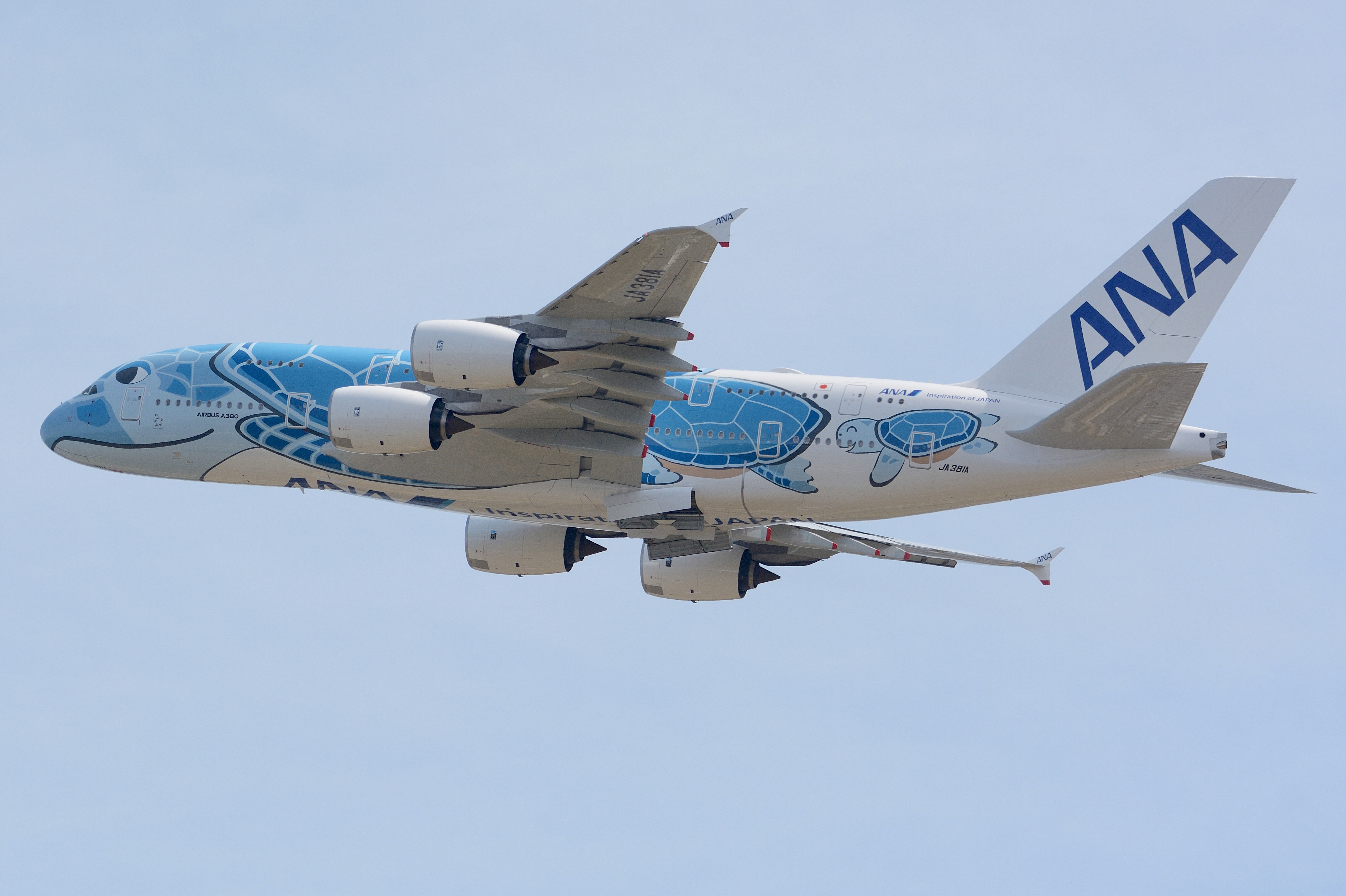
エアバスA380（ジェット旅客機）
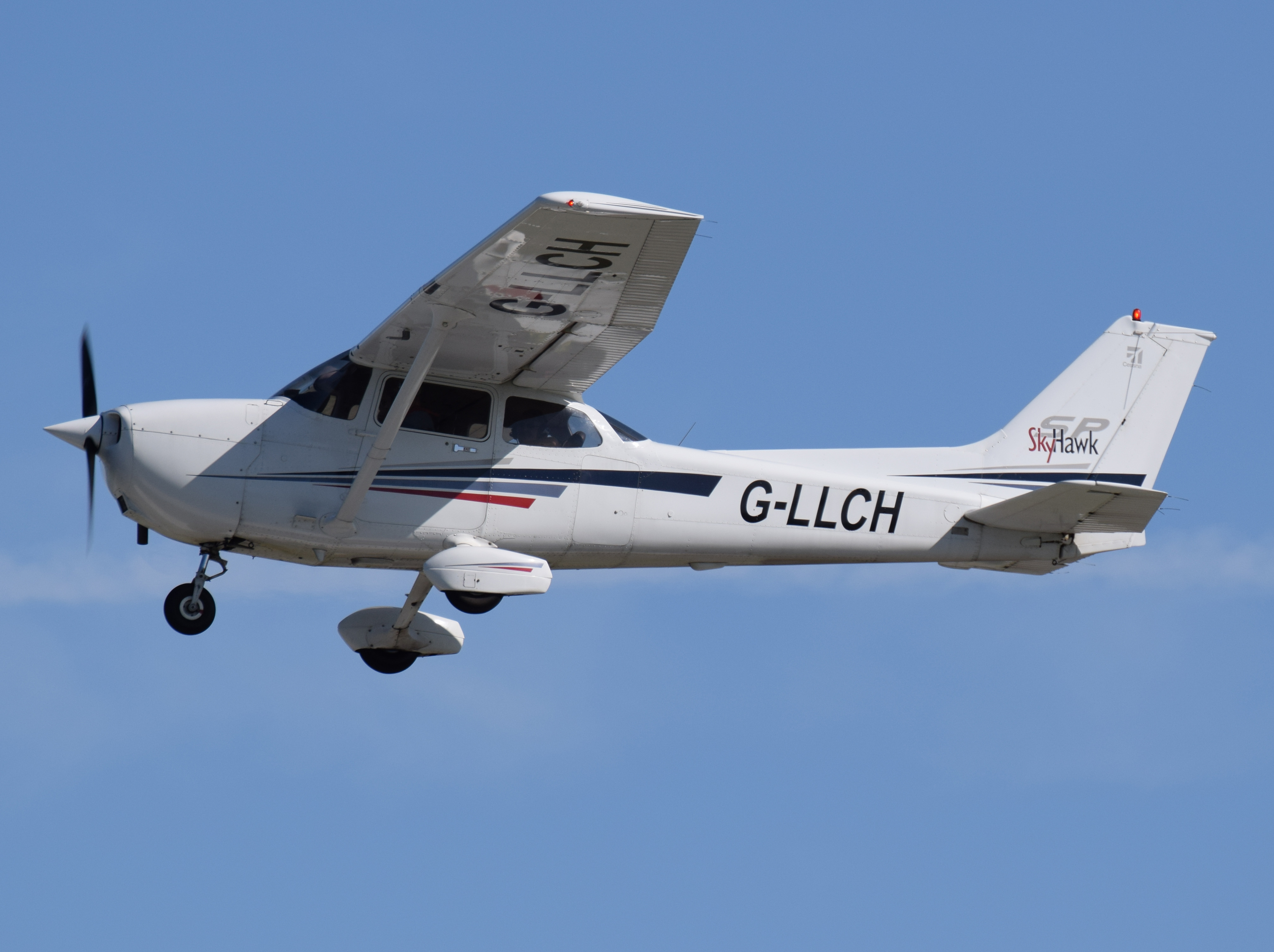
セスナ 172（プロペラ機）
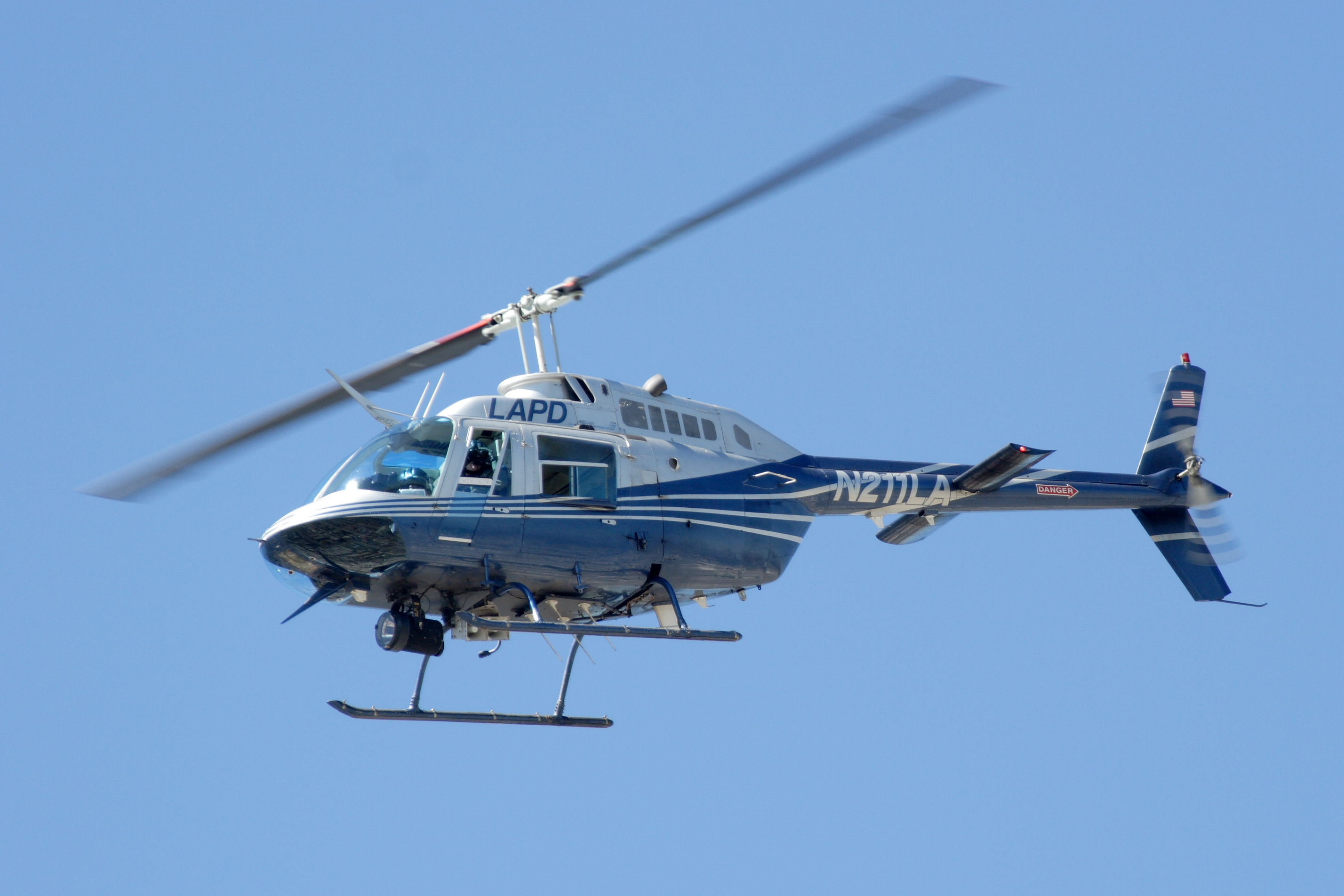
ベル 206ジェットレンジャー（ヘリコプター）
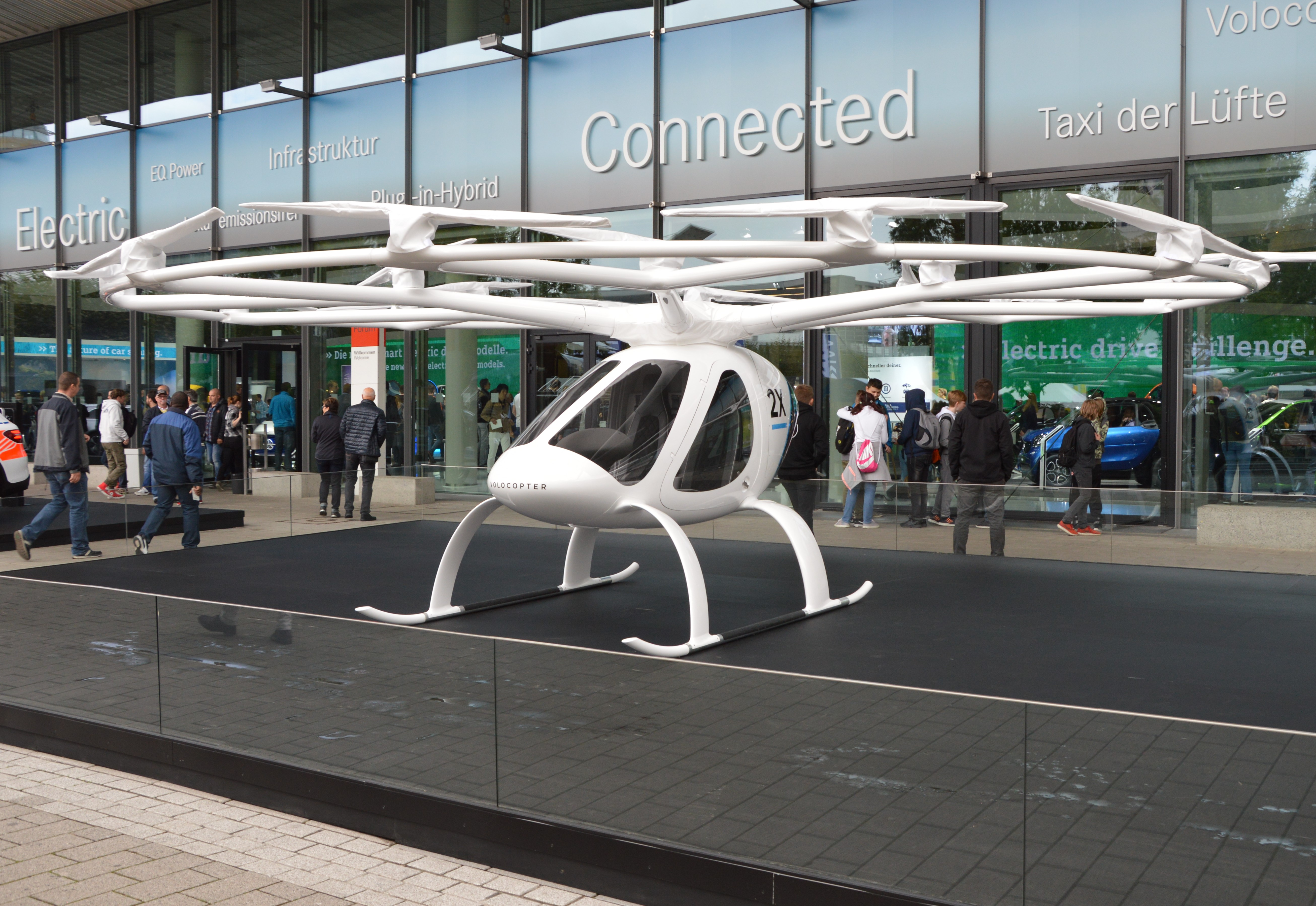
ボロコプター2X（有人ドローン）
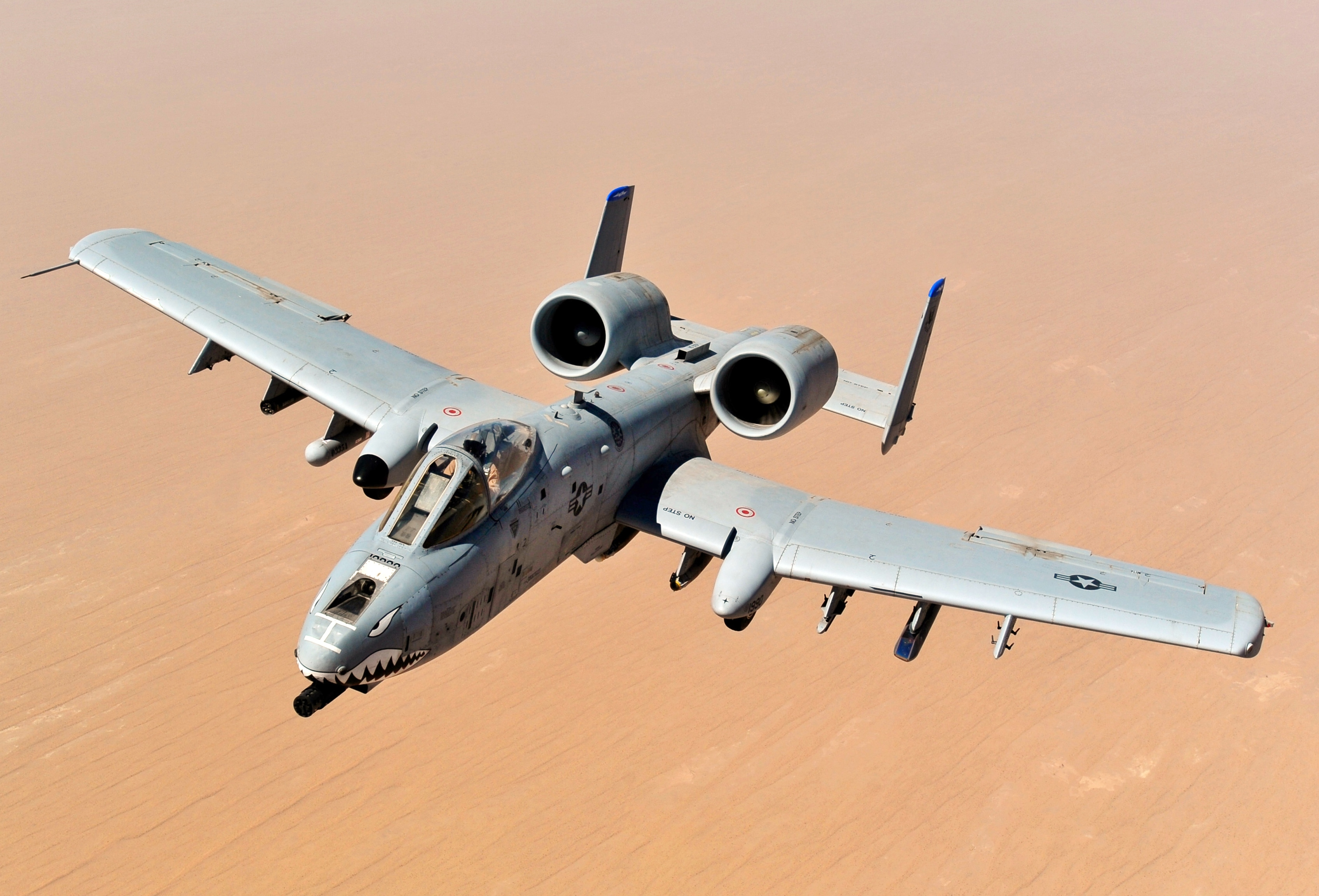
A-10 サンダーボルトII（亜音速軍用機）
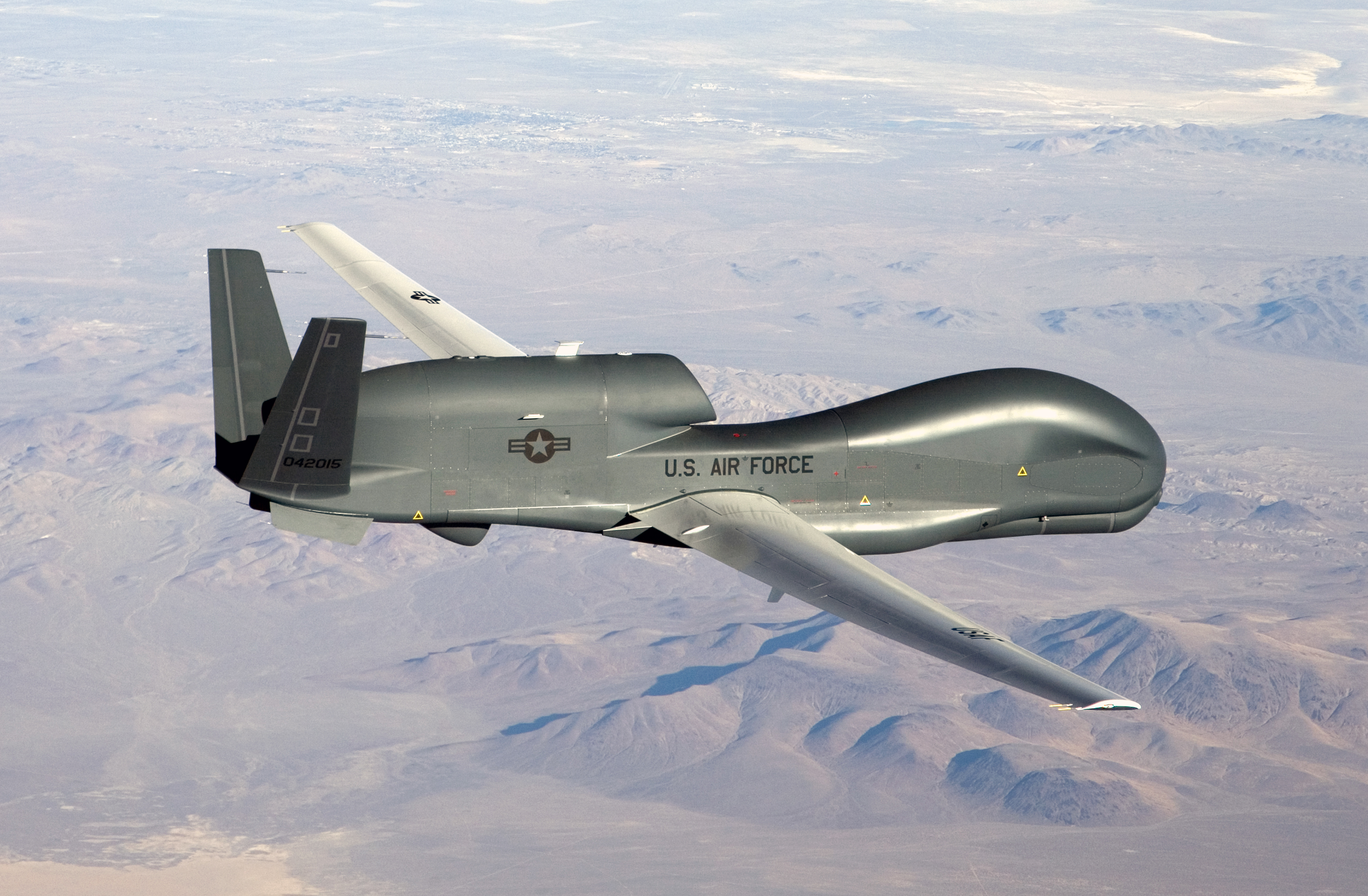
RQ-4 グローバルホーク（無人航空機）